# Delphine Plantet
Pour les articles homonymes, voir Plantet.
Pas d'image ? Cliquez ici

a Compétitions nationales et continentales officielles uniquement.

b Matchs officiels uniquement.
Delphine Plantet est une joueuse internationale française de rugby à XV, née le 8 mai 1979, occupant le poste de troisième ligne centre en équipe de France.
Elle évolue à Puteaux, puis à Caen de 2000 à 2002, aux Pachys d'Herm de 2002 à 2003, enfin au Bordeaux EC entre 2003 et 2006 puis à l'AS Bayonne.
Elle fait partie de l'équipe de France disputant notamment la Coupe du monde 2006.

## Palmarès
- Sélectionnée en équipe de France

Retenue en présélection pour le tournoi à sept à Hong Kong 2008
- Tournoi des Six Nations en 2002, 2004 et 2005 (trois grand chelems)
- 3e de la Coupe du monde en 2002
- Élue meilleure joueuse européenne en 2006